# Färjestadskragen

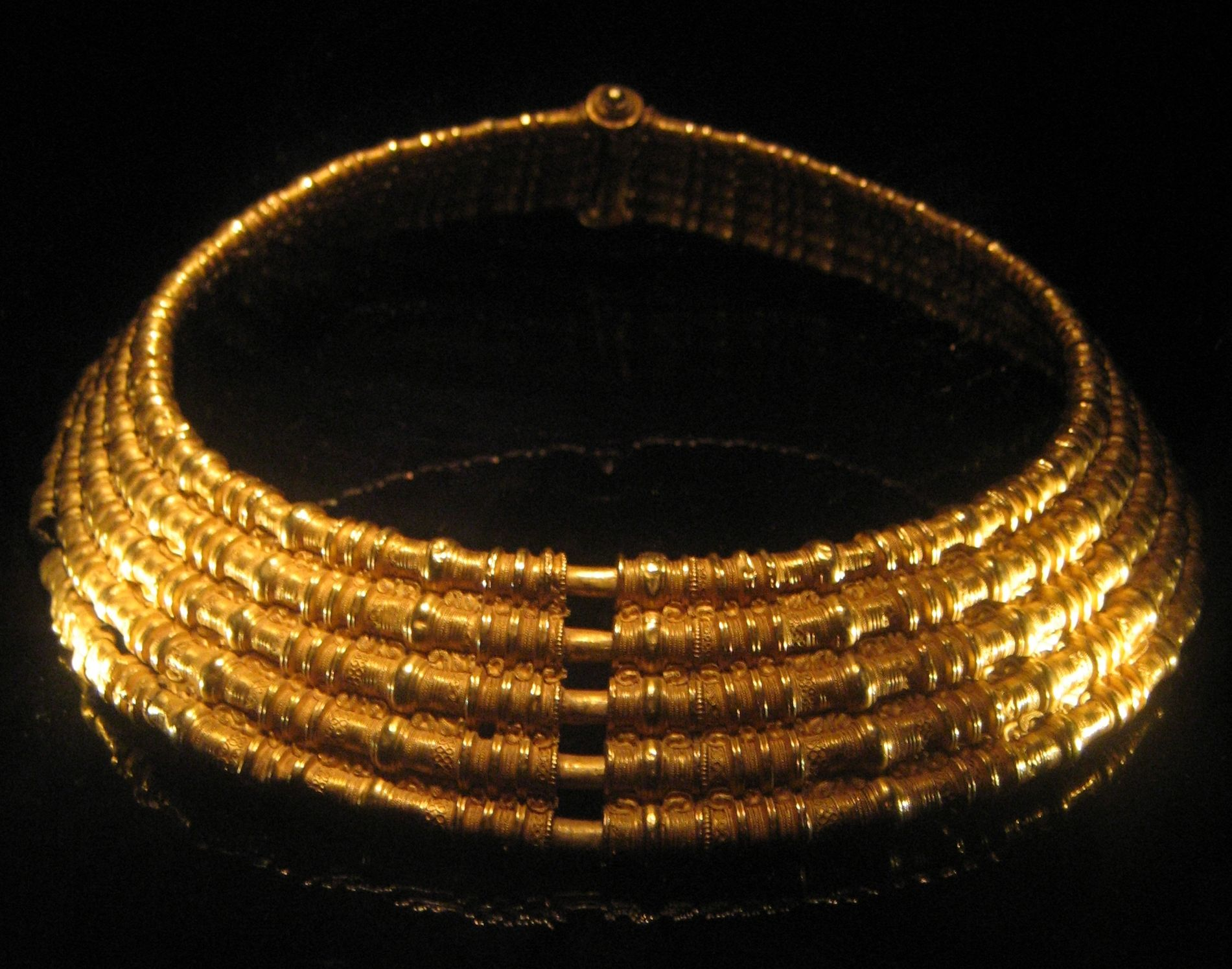
Färjestadskragen

Färjestadskragen är en guldhalskrage som påträffades 1860 av en 16-årig pojke vid Färjestadens gård i Torslunda socken på Öland. Fyndet är daterat till folkvandringstiden, och är sammansatt av fem ornerade guldringar som tillsammans väger ca 700 gram med diameter mellan 18 och 22,6 cm. På guldhalskragen finns 274 figurer och fågelmotivet dominerar bland dessa. Orneringen är gjord i filigranteknik.
Färjestadskragen förvaras i Guldrummet på Historiska museet i Stockholm.  

## Not
1. ↑  "Något om ölands järnålder[död länk]